# Gheorghe Cantacuzino

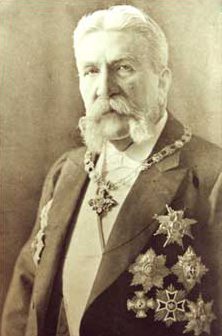
Prins Gheorghe Grigore Cantacuzino

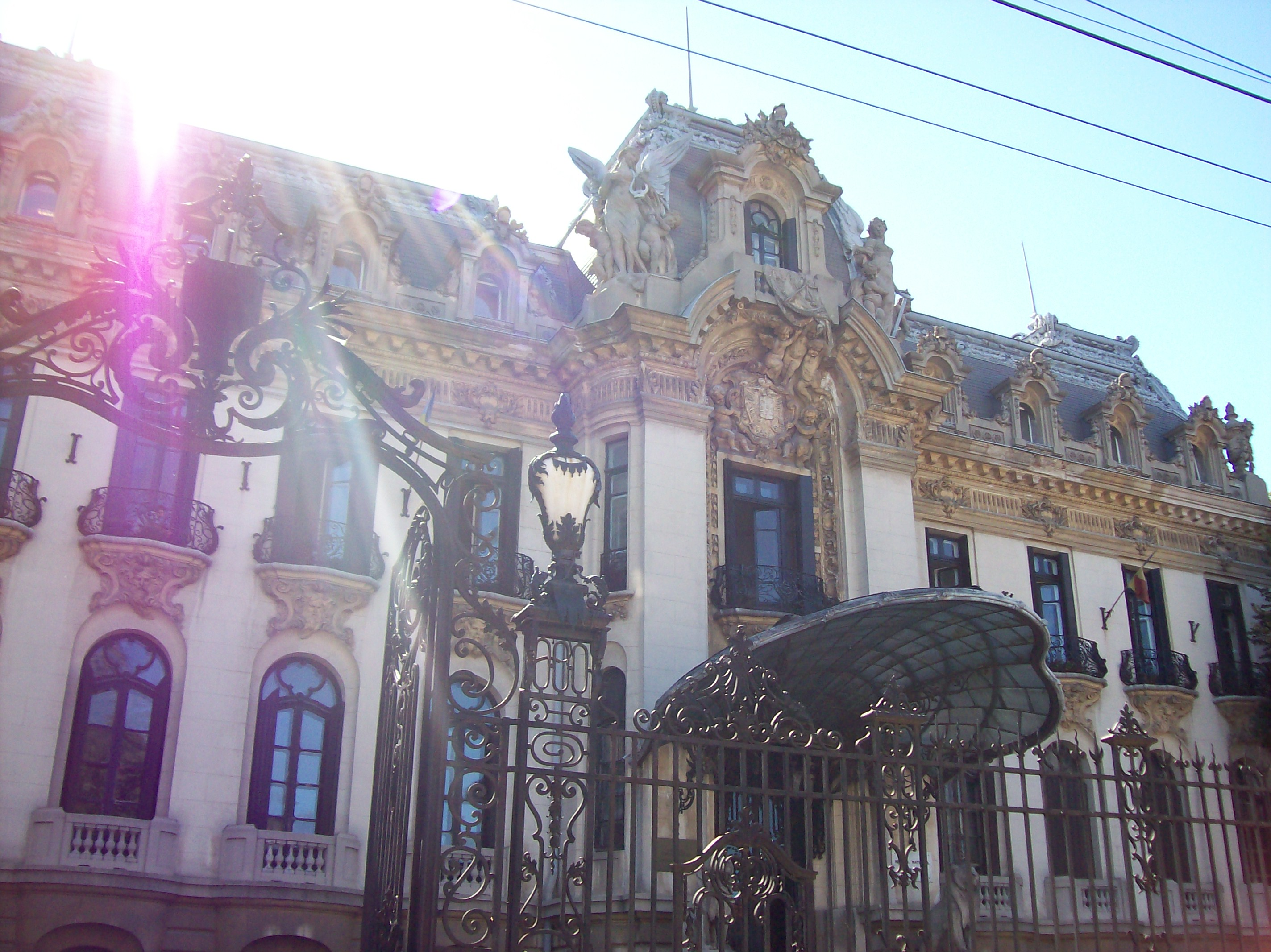
Het Cantacuzinopaleis in Boekarest

Prins Gheorghe Grigore Cantacuzino (Boekarest, 22 september 1837 - Boekarest, 23 maart 1913), was een Roemeens edelman en politicus.
Prins Gheorghe Cantacuzino stamde af van vojvoden van Walachije. Naar men zegt stamde hij ook af van de Byzantijnse keizer Johannes VI Cantacuzenus, ofschoon deze link met deze keizer nooit is bewezen. Gheorghe's vader was prins Grigore Cantacuzino (1800-1849).
Gheorghe Cantacuzino steunde vorst Alexandru Ioan Cuza tijdens diens onderneming om Moldavië en Walachije te verenigen tot één vorstendom Roemenië. In 1866 werd hij in de grondwetgevende vergadering van het nieuwe vorstendom gekozen en was medeauteur van de grondwet. Later was hij lid van het lagerhuis en daarna van de senaat. Van 1869 tot 1870 was hij burgemeester van Boekarest en was minister van Justitie (24 januari - 27 januari 1870) en van Openbare Werken (16 december 1873 - 7 januari 1875).
Hij behoorde tot de Constitutionele Partij en in april 1907 werkte hij mee bij de totstandkoming van de Conservatieve Partij (PC).
Gheorghe Cantacuzino was premier van 23 april 1899 tot 7 juli 1900 en van 4 januari 1906 tot 24 maart 1907. Tijdens zijn tweede ambtstermijn als premier was hij tevens minister van Binnenlandse Zaken.
Gheorghe Cantacuzino liet het Cantacuzino Paleis in Boekarest (thans het George Enescu Museum) en het Cantacuzino kasteel in Bușteni bouwen.
Als vrijmetselaar behoorde hij tot de werkplaats Sages d'Heliopolis.